# تشاك هاريس
تشاك هاريس (بالإنجليزية: Chuck Harris)‏ هو لاعب كرة قدم أمريكية أمريكي، ولد في 7 أكتوبر 1961 في كوبا سيتي في الولايات المتحدة.

## وصلات خارجية
- تشاك هاريس على موقع مرجع كرة القدم المحترفة.كوم (الإنجليزية)